# Malise, 5. Earl of Strathearn
Malise, 5. Earl of Strathearn (auch Malise II, Earl of Strathearn oder schottisch-gälisch Maol Íosa, 5. Earl of Strathearn)  (* vor 1220; † vor dem 23. November 1271) war ein schottischer Magnat. Als erster Earl of Strathearn hatte er größere politische Bedeutung.

## Herkunft
Malise entstammte einer alten gälischen Familie, die bereits seit Anfang des 12. Jahrhunderts den Titel Earl of Strathearn führte. Sein Vater war Robert, 4. Earl of Strathearn, der Name seiner Mutter ist nicht überliefert.

## Rolle im Machtkampf zwischen Alan Durward und dem Earl of Menteith
Mit dem Tod seines Vaters vor August 1244 trat er dessen Erbe an und übernahm den Titel Earl of Strathearn. Im Februar 1245 nahm er an einem Treffen der schottischen Magnaten und wenige Monate später an einem weiteren Treffen der Magnaten im nordenglischen York teil. Vordergründig ging es bei dem Treffen in York um eine Bestätigung des 1237 geschlossenen Vertrags von York, in dem Schottland auf die nordenglischen Grafschaften verzichtet hatte. Tatsächlich versuchte der englische König Heinrich III. aber, den politischen Einfluss von Walter Comyn, Earl of Menteith in Schottland zu begrenzen und selbst weiteren Einfluss zu gewinnen. Strathearn besiegelte mit anderen Magnaten eine Erklärung, in der sie dem englischen König ihre Freundschaft versicherten und sich dabei insgeheim mit dem Earl of Dunbar gegen den Earl of Menteith verbündeten. Dies führte mit dazu, dass Strathearn ein gutes Verhältnis zum englischen König hatte.

## Rolle während der Minderjährigkeit von Alexander III.
Nach dem plötzlichen Tod von Alexander II. 1249 nahm Strathearn an der Inthronisation seines Sohns Alexander teil. Über die Vormacht im Regentschaftsrat, der für den minderjährigen König die Regierung führte, kam es bald zu einem Machtkampf zwischen dem Earl of Menteith und Alan Durward. Strathearn zögerte zunächst, sich einem der Konkurrenten offen anzuschließen. Nachdem es Menteith gelungen war, die Führung des Regentschaftsrats zu übernehmen, opponierte Strathearn nicht offen gegen ihn. Durch seine Ehe mit Marjory de Muschamp hatte Strathearn 1250 umfangreichen Landbesitz im nordenglischen Northumberland geerbt und war damit ein Kronvasall des englischen Königs geworden. Als der englische König ihn 1254 aufforderte, an einem Feldzug in die im englischen Besitz befindliche Gascogne teilzunehmen, sandte Strathearn Alan Durward als seinen Vertreter. Durward gelang es in der Gascogne, die Unterstützung des englischen Königs zu erhalten und konnte so 1255 den von Menteith geführten Regentschaftsrat stürzen. Dabei wurde er auch von Strathearn offen unterstützt. Strathearn gehörte nun dem neuen Regentschaftsrat an, der jedoch auf die Unterstützung des englischen Königs angewiesen war. Dabei beauftragte ihn der englische König, besonders für die Sicherheit seiner Tochter Margarete, der Frau von Alexander III. zu achten. Nachdem der junge Alexander III. 1258 selbst die Regierung übernahm, endete die Arbeit des Regentschaftsrats.

## Weitere Tätigkeit
Nachdem der junge König selbst die Regierung übernommen hatte, verlor Strathearn an politischer Bedeutung, wobei er offenbar seinen Machtverlust akzeptierte. Im Sommer 1259 war er in der Gascogne, wobei der Zweck seiner Reise nicht überliefert ist. 1260 war er zurück in Schottland, wo er in den Erbstreit über das Earldom Menteith verwickelt wurde. Nach dem Tod von Walter Comyn, Earl of Menteith Ende 1258 war der Titel zunächst an dessen Witwe Isabel gefallen. John Comyn, ein Neffe von Walter Comyn, beanspruchte den Titel jedoch als sein Erbe. Mit Unterstützung mehrerer Magnaten, darunter Strathearn, beschuldigte John Comyn die Witwe und ihren neuen Ehemann John Russell, dass sie seinen Onkel vergiftet hätten. Doch bereits im Frühjahr 1261, als John Comyn während einer Ratsversammlung versuchte, den Titel bestätigt zu bekommen, gehörte Strathearn zu den Magnaten, die Comyns Rechtsbruch entschieden ablehnten. Danach zog sich Strathearn vom Königshof zurück und widmete sich der Verwaltung seiner Besitzungen.
Strathearn machte kleinere Schenkungen zugunsten von Inchaffrey Abbey, doch im Vergleich zu seinen Vorgängen war er weit weniger großzügig gegenüber der Familienstiftung. Er bestätigte zwar 1247 die Schenkungen seiner Vorgänger, doch machte er keine größeren Landschenkungen. Stattdessen übergab er der Abtei die Rechte der Pfarrkirche von Cortachy, die seine zweite Frau als Mitgift erhalten hatte oder 1266 die Rechte für die Nutzung von Steinbrüchen bei Nethergask. Auch an Lindores Abbey, die von seinen Vorfahren großzügig mit Schenkungen bedacht worden war, machte er nur geringfügige Schenkungen, was als Zeichen gilt, dass er zu dem Kloster keine Bindung mehr hatte. 1247 führte er einen recht aufwändigen Haushalt mit einem eigenen Marschall und einem Kämmerer. Er starb Ende 1271. Nach dem Bericht eines zeitgenössischen Chronisten starb er in Frankreich, doch dies ist wahrscheinlich ein Irrtum und beruhte auf der früheren Frankreichreise des Earls. Er wurde in der Kathedrale von Dunblane beigesetzt.

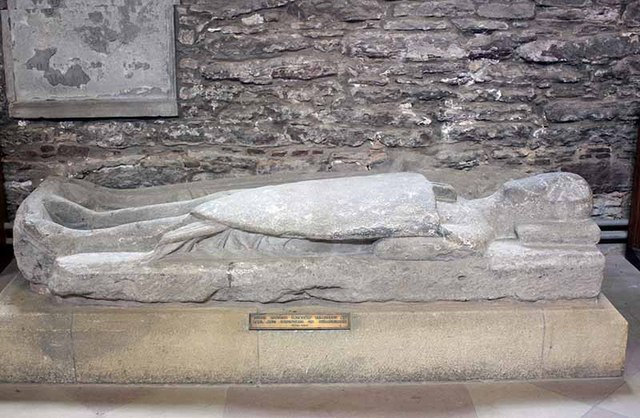
Grabdenkmal von Strathearn und einer seiner Ehefrauen, vermutlich Mary of Man, in der Kathedrale von Dunblane

## Ehen und Nachkommen
Strathearn war viermal verheiratet. Die erste Ehe wurde 1243 oder 1244 mit Marjory, einer Tochter des nordenglischen Magnaten Sir Robert de Muschamp geschlossen. Marjory wurde nach dem Tod ihres Vaters 1250 eine der Erbinnen seiner umfangreichen Besitzungen. Strathearn erhielt Besitzungen bei Wooler, doch über die Aufteilung des Besitzes kam es zu langwierigen Streitereien, besonders mit Marjorys Schwester Isabel Huntercombe. Strathearn hatte mit Marjory zwei Töchter:
- Muriel (1244–1291) ⚭ William, 5. Earl of Mar
- Mary († um 1322) ⚭ Sir Nicholas Graham of Dalkeith and Abercorn

Marjory starb 1255, womit die beiden Töchter Erbinnen des Teils des Muschamp-Erbes wurde. Im Juli 1255 zahlte Strathearn £ 100 an die englische Krone, um die Vormundschaft über seine Töchter und die Verwaltung ihres Erbes zu behalten. Beide Töchter wurden vor 1271 verheiratet, womit sie bzw. ihre Ehemänner ihren Anteil am Muschamp-Erbe erhielten. Strathearn heiratete nach dem Tod seiner ersten Frau vor Ende 1257 Mathilda, eine Tochter von Gilbert, Earl of Caithness und Orkney. Mit ihr hatte er mindestens einen Sohn:
- Malise, 6. Earl of Strathearn (um 1261–vor 1317)

Vor 1262 hatte Strathearn in dritter Ehe Emma geheiratet, deren Herkunft unbekannt ist. In vierter Ehe heiratete er nach 1265 Mary († vor 1303), eine Tochter von Ewen of Argyll und Witwe von König Magnus III. von Man. Strathearn hatte noch zwei weitere Kinder, wobei unklar ist, ob sie aus seiner zweiten oder dritten Ehe stammten:
- Robert († nach 1303)
- Cecilia († nach 1271)

Sein Erbe wurde sein ältester Sohn Malise. Seine Witwe Maria überlebte ihn, sie heiratete nach seinem Tod zunächst Sir Hugh Abernethy und dann den englischen Baron William Fitzwaren. Noch 1292 bezeichnete sie sich als Countess of Strathearn.